# وشق شمالي
الوشق الشمالي (الاسم العلمي: Lynx lynx lynx) هو نويع متوسط الحجم من الوشق الأوراسي.